# Girardia nonatoi
Girardia nonatoi is een platworm (Platyhelminthes). De worm is tweeslachtig. De soort leeft in of nabij zoet water.
Het geslacht Girardia, waarin de platworm wordt geplaatst, wordt tot de familie Dugesiidae gerekend. De wetenschappelijke naam van de soort werd, als Dugesia nonatoi, voor het eerst geldig gepubliceerd in 1946 door Marcus.